# 金石站
金石站（日语：／ Kanaiwa eki */?）是位於石川縣金澤市金石西3丁目，北陸鐵道金石線的鐵路車站（廢站）。

## 概要
車站位於古老的港口金石地區，路線名稱也是取自該地區。

## 歷史
- 1898年（明治31年）2月5日：金石馬車鐵道車站啟用[1]。
- 1914年（大正3年）8月5日：在同年8月11日電氣化前，金石馬車鐵道改名為金石電氣鐵道。
- 1923年（大正12年）8月22日：此站至大野港站之間開業，成為中途站。
- 1943年（昭和18年）10月13日：在合併後成為北陸鐵道金石線車站。
- 1971年（昭和46年）9月1日：金石線全線廢除，此站也被廢除[1]。

## 車站構造
此站是地面車站，設有2面2線的相對式月台。車站是建設在彎位上。站內的木製站舍與月台之間有一段距離。

## 現狀
在廢線後3個月的1971年（昭和46年）12月16日，金石巴士總站落成啟用，該處設有候車室、商店、巴士停泊處和乘務員休息室。在2013年（平成25年）10月31日，巴士總站重建完畢。

## 相鄰車站
北陸鐵道
金石線
寺中－金石－三善製紙前

## 注腳
1. 1 2  今尾惠介《日本鐵道旅行地圖帳》6號 北信越（新潮社、2008年）p.31
2. ↑  瀨戶勝之(2013年11月1日).  北陸中日新聞（日语：北陸中日新聞） (中日新聞社)

## 相關項目
- 日本鐵路車站列表 Ka